# Battles of Prince of Persia
Battles of Prince of Persia es un videojuego de estrategia por turnos desarrollado por Ubisoft Montreal y publicado por Ubisoft para Nintendo DS en diciembre de 2005. En el juego el jugador tomará el papel de diferentes personajes procedentes del mundo de Prince of Persia, incluyendo al príncipe.

## Trama
La historia del juego se sitúa entre Prince of Persia: Las Arenas del Tiempo y Prince of Persia: El Alma del Guerrero. El juego se desarrolla en Persia, en la India, en la ficticia Aresura. En cada uno de estos lugares son enviados tres generales para luchar en sus respectivas guerras.